# Seifeddine Jaziri
Seifeddine Jaziri (ar. سيف الدين الجزيري; ur. 12 grudnia 1993 w Tunisie) – tunezyjski piłkarz grający na pozycji prawoskrzydłowego. Od 2021 jest zawodnikiem klubu Zamalek SC.

## Kariera klubowa
Swoją piłkarską karierę Jaziri rozpoczął w klubie Club Africain. W 2011 roku awansował do pierwszego zespołu. 27 listopada 2011 zadebiutował w nim w pierwszej lidze tunezyjskiej w wygranym 2:1 domowym meczu z JS Kairouan.
Latem 2013 Jaziri został wypożyczony do CS Hammam-Lif. Swój debiut w nim zaliczył 29 września 2013 w przegranym 0:1 domowym meczu z CS Sfaxien. Grał w nim przez rok.
W 2014 roku Jaziri wrócił do Club Africain. W sezonie 2014/2015 wywalczył z nim mistrzostwo Tunezji, a w sezonie 2016/2017 zdobył z nim Puchar Tunezji. Na początku 2017 wypożyczono go do US Ben Guerdane, w którym swój debiut zanotował 9 lutego 2017 w zremisowanym 0:0 wyjazdowym meczu z CA Bizertin. Grał w nim przez pół roku, a w 2017 odszedł do egipskiego Tanta SC, w którym spędził rok.
Latem 2018 Jaziri przeszedł do Stade Gabèsien, w którym zadebiutował 20 października 2018 w zremisowanym 2:2 domowym spotkaniu z Étoile Sportive du Sahel. W debiucie strzelił gola. W klubie tym grał przez pół roku.
W styczniu 2019 Jaziri został piłkarzem egipskiego El Mokawloon SC. Swój debiut w nim zaliczył 30 stycznia 2019 w zremisowanym 0:0 wyjazdowym meczu z ENPPI Club.
W styczniu 2021 Jaziri został wypożyczony z El Mokawloon do Zamaleku. Swój debiut w nim zanotował 7 lutego 2021 w zwycięskim 2:0 domowym spotkaniu z Al-Ittihad Aleksandria. W październiku 2021 został wykupiony przez Zamalek za 650 tysięcy euro.
| Sezon   | Klub            | Kraj    | Rozgrywki                   | Mecze | Gole |
| ------- | --------------- | ------- | --------------------------- | ----- | ---- |
| 2011/12 | Club Africain   | Tunezja | CLP-1                       | 14    | 1    |
| 2012/13 | Club Africain   | Tunezja | CLP-1                       | 7     | 0    |
| 2013/14 | CS Hammam-Lif   | Tunezja | CLP-1                       | 20    | 1    |
| 2014/15 | Club Africain   | Tunezja | CLP-1                       | 8     | 0    |
| 2015/16 | Club Africain   | Tunezja | CLP-1                       | 20    | 6    |
| 2016/17 | Club Africain   | Tunezja | CLP-1                       | 3     | 0    |
| 2016/17 | US Ben Guerdane | Tunezja | CLP-1                       | 10    | 0    |
| 2017/18 | Tanta SC        | Egipt   | Ad-Dauri al-Misri al-Mumtaz | 28    | 7    |
| 2018/19 | Stade Gabèsien  | Tunezja | CLP-1                       | 9     | 2    |
| 2018/19 | El Mokawloon SC | Egipt   | Ad-Dauri al-Misri al-Mumtaz | 14    | 3    |
| 2019/20 | El Mokawloon SC | Egipt   | Ad-Dauri al-Misri al-Mumtaz | 30    | 11   |
| 2020/21 | El Mokawloon SC | Egipt   | Ad-Dauri al-Misri al-Mumtaz | 8     | 3    |
| 2020/21 | Zamalek SC      | Egipt   | Ad-Dauri al-Misri al-Mumtaz | 19    | 4    |

## Kariera reprezentacyjna
W reprezentacji Tunezji Jaziri zadebiutował 18 stycznia 2016 w zremisowanym 2:2 meczu Mistrzostw Narodów Afryki 2016 z Gwineą, rozegranym w Kigali. W 2022 roku został powołany do kadry na Puchar Narodów Afryki 2021. Na tym turnieju rozegrał pięć meczów: grupowe z Mali (0:1), z Mauretanią (4:0), w którym strzelił gola, z Gambią (0:1), w 1/8 finału z Nigerią (1:0) i ćwierćfinałowy z Burkiną Faso (0:1).